# アラスカ半島

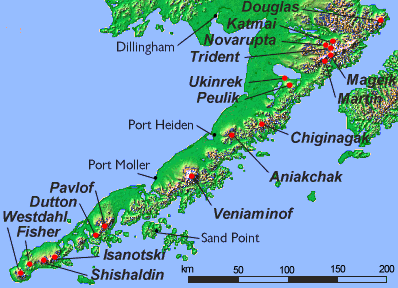
アラスカ半島

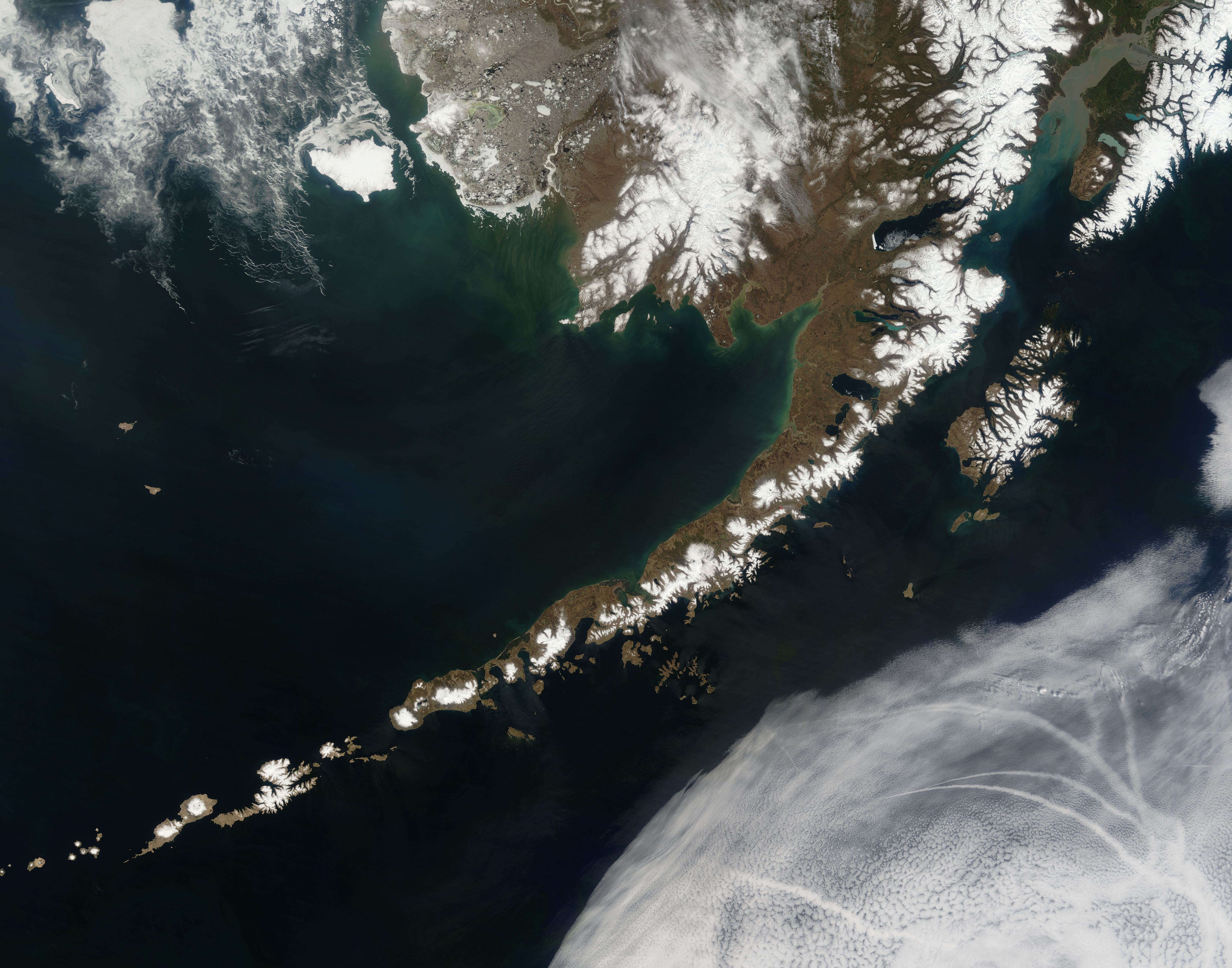
アラスカ半島の衛星写真(NASAによる)

アラスカ半島（アラスカはんとう、英: Alaska Peninsula）は、アメリカ合衆国アラスカ州の南部にある半島。太平洋とベーリング海のブリストル湾の間にあり、南西にはアリューシャン列島が連なる。

## 地理
アラスカ半島の南側は、環太平洋造山帯の地殻活動によって、険しい山岳が連なる。北側は、数千年の浸蝕で平坦な土地で湿地がある。北部と南部で海岸も異なる。半島の付け根にはカトマイ国立公園があり、デニソン山（標高2,304メートル）やカトマイ山（標高2,047メートル）がある。太平洋プレートが北アメリカプレートに沈み込む環太平洋造山帯にあたり、火山活動によって隆起してできたと考えられている。
東西に長く弧を描くように伸びており、その長さ（約800キロメートル）は朝鮮半島よりも長く、東京から札幌までの距離に相当する。
半島の北部は流氷の限界地域で、アラスカ海流の影響で暖かい南部には流氷はほとんど流れ着かない。

## 気候
年間降水量は610 - 1650ミリメートル。冬の平均気温は-11℃から1℃、夏の平均気温は6℃から15℃である。沿岸地域では激しい風雨が度々起こる。

## 動植物
アラスカ半島では、人があまり立ち入らなかったために様々な動植物が見られる。マクニール川とカトマイではヒグマの亜種のUrsus arctos gyasの個体群。また、半島全体ではカリブー、ヘラジカ、オオカミや水鳥が棲息しており、海岸にそって大きな海鳥の集団が形成されている。
クマは、険しい山岳がある南側やコディアック諸島、アラスカ半島のタイガのある山地に棲息している。
アラスカ半島国立野生生物保護区が設置されている。また、ウニマク島に近い先端部付近の北海岸にあるアラスカ州最大のラグーンであるイゼンベック・ラグーンにはアマモの藻場があり、クロネズミガン、チュウカナダガン、ミカドガンなどの多くのガンカモ類の水鳥、ラッコ、トドなどの哺乳類とタイヘイヨウサケ属などの魚類が生息している。一帯はイゼンベック国立野生生物保護区に指定され、1986年にラムサール条約登録地となった。